# 吳之美
吳之美（1534年—？），字學周，號濟軒，山東登州衛旗籍直隸泰州人，明朝政治人物。

## 生平
嘉靖二十八年（1549年）己酉科山東鄉試第五十七名舉人。隆慶五年（1571年）中式辛未科會試第二百七十七名，三甲第三百名進士。吏部觀政，授行人，丁憂歸。萬曆四年（1576年）复除原官，萬曆八年（1580年）六月考选，授南京礼科给事中，十一年升任卫辉府知府。丁憂，十五年降调。

## 家族
曾祖吳楨；祖父吳河，贈文林郎推官；父吳昶，監察御史。母丁氏（封孺人）。具庆下。弟之善（监生）；之義；之道。